# Aitolahti kyrka
Aitolahti kyrka (finska: Aitolahden kirkko) är en kyrka i Aitolahti i Tammerfors. Den tillhör Aitolahti församling inom Evangelisk-lutherska kyrkan i Finland och invigdes hösten 2001 av biskop Juha Pihkala.
Kyrkobyggnaden, som ritades av arkitektbyrån KSOY, är uppförd i rött tegel, stål och glas. Den kan rymma upp till 350 personer, varav 200 på de fasta bänkarna i kyrkorummet. De fyra kyrkklockorna, av vilka den största väger 690 kg, tillverkades i Nederländerna. Kyrkans orgel med 25 stämmor är tillverkad av Martti Porthans orgelbyggeri.
För interiören, som innehåller flera konstverk, stod inredningsarkitekten Taina Väisänen. Hon ritade även det båtformade altaret av sten, granit och glas. Altartavlan, skapad av teologen och konstnären Hannu Konola, är av glas och föreställer Jesu ansikte efter uppståndelsen. Vid sidan av altaret står ett två meter högt bronskrucifix av skulptören Kari Juva. Kyrkotextilierna formgavs av Laura Isoniemi. Utanför kyrkan finns en ljusstake av Taina Väisänen och en fattiggubbe av Kari Juva.